# Maderas
Le Maderas est le plus petit des deux stratovolcans qui constituent l'île d'Ometepe, située dans le lac Nicaragua au Nicaragua. Il culmine à 1 394 m d'altitude. À la différence du Concepción, l'autre volcan de l'île, le Maderas n'a pas eu d'activité historique.
Son cratère, près du sommet, contient un petit lac d'eau douce de 400 × 150 m qui, en raison de l'humidité du terrain, se caractérise par des berges marécageuses et représente, avec la cascade de San Ramón, l'une des principales attractions du volcan. 
Les deux volcans appartiennent à la ceinture de feu du Pacifique, qui traverse la majeure partie de l'Amérique centrale.
Le site est l'une des 78 aires protégées au Nicaragua.

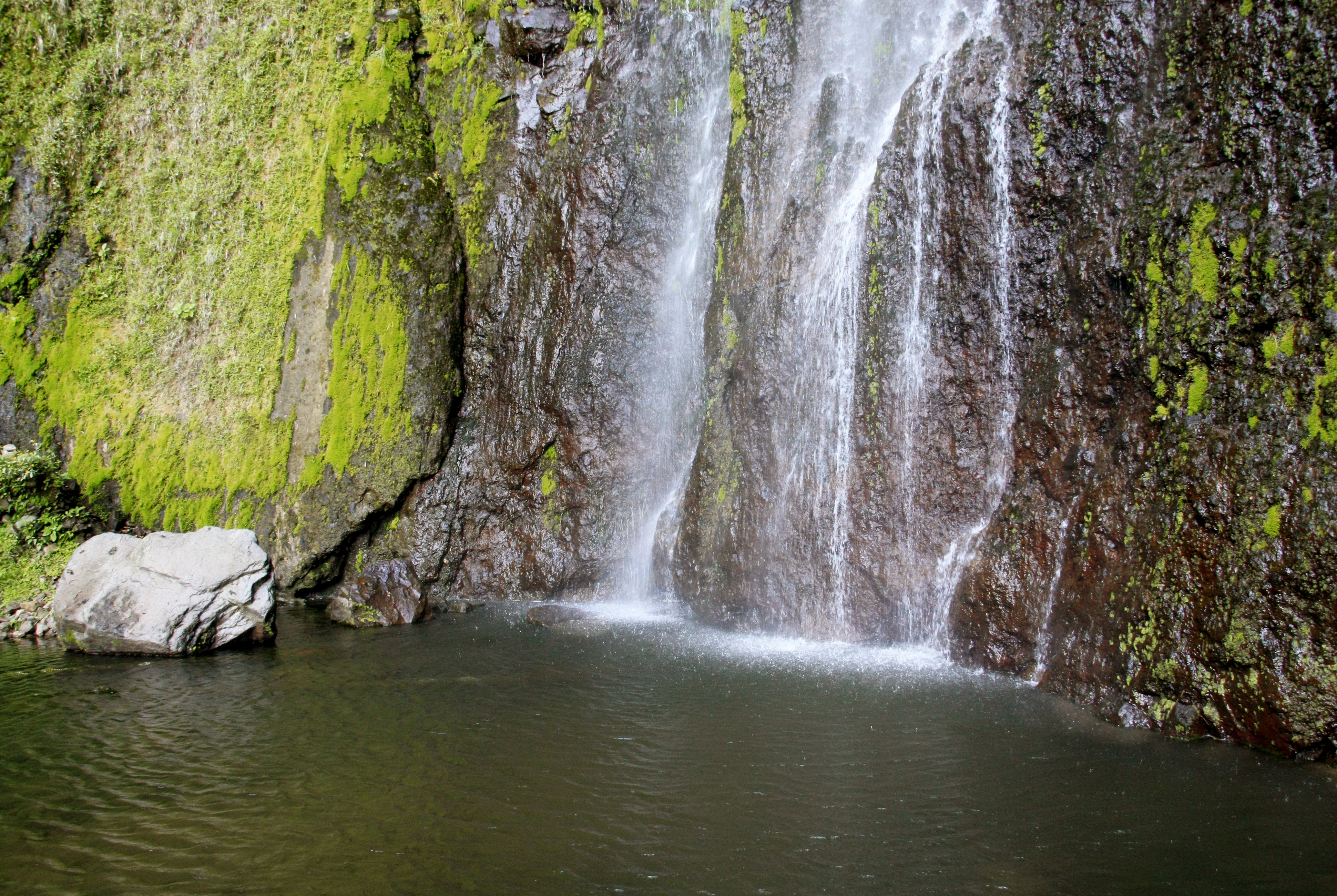
Cascade San Ramón.
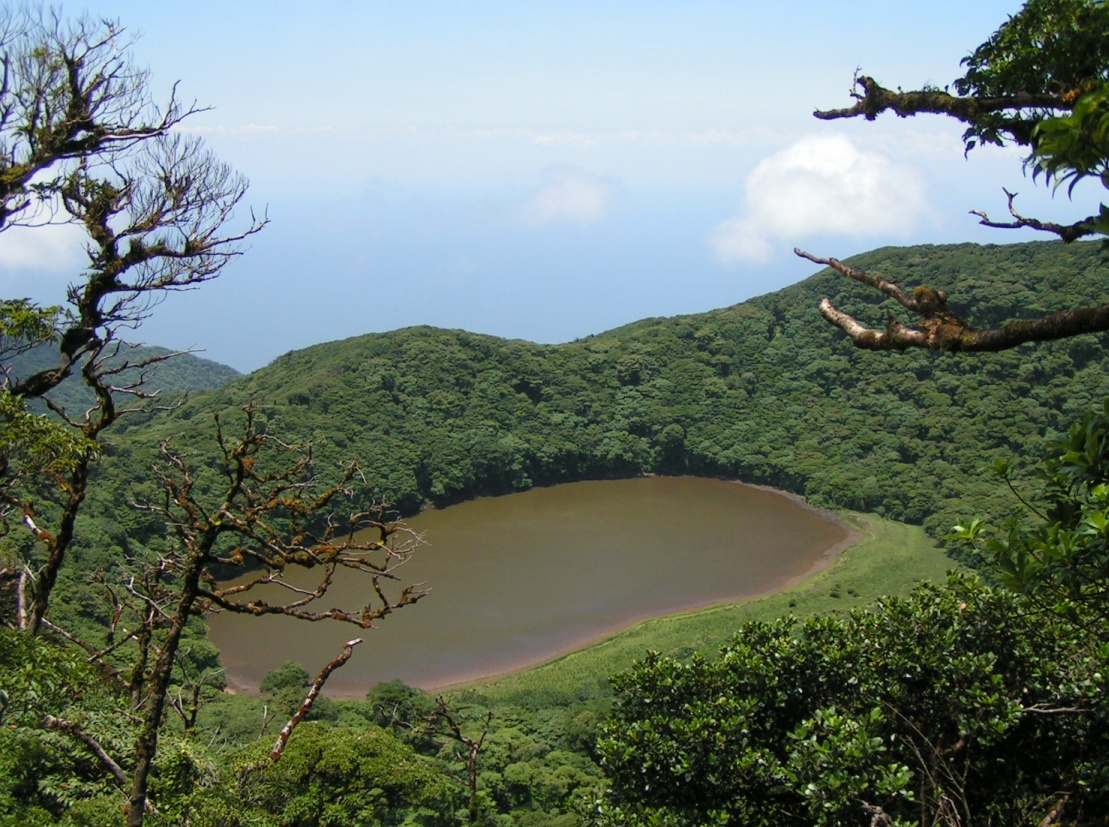
Cratère du Maderas.